# Városi hálózat
A városi hálózat (angolul: Metropolitan Area Network, röviden: MAN) olyan számítógépes hálózat, amely általában egy nagyváros területén található informatikai eszközök kapcsolódását és kommunikációját teszi lehetővé. Ezek a rendszerek jellemzően kisebb ad hoc jelleggel létesített infrastruktúrák kiépítésével kezdődtek, amelyet az önkormányzatok és egyéb érdekelt cégek egy egész várost behálózó rendszerré fejlesztettek. Egyik példája a sok városban elérhető kábeltévé-hálózat.

## Története
A városi hálózatok azokból a közösségi antennás televíziónak (angolul: Community Antenna Television, röviden: CATV) nevezett rendszerekből fejlődtek tovább, amelyek Amerikában az 1940-es évek végétől kezdtek el terjedni. Magyarországon az 1970-es években kezdődtek a nagyközösségi antennarendszerek építései, Pécsett 1976 nyarán már 3300 lakást kapcsoltak be egy ilyen rendszerbe. 1986-ban már több városban működik hasonló hálózat, köztük Nyíregyházán, Sopronban és Zalaegerszegen. A hálózatok jellemzően koaxiális kábellel kapcsolták össze a háztartásokat a rendszer központi elemével, a fejállomással (angolul: cable headend). Ezeket az infrastruktúrákat az 1990-es évek végéig kizárólag televíziós adások továbbítására használták.
Az internet térhódításával felmerült az igény, hogy ezeket az alapvetően egyirányú hálózatokat kétirányúvá fejlesztve hozzáférést biztosítsanak a rendszerbe bekötött háztartásoknak a világhálóhoz. Ehhez az átviteli frekvenciaspektrum korábban nem használt részeit vették igénybe. Szigorúan véve ettől a pillanatól alakultak át a kábeltelevíziós hálózatok városi hálózatokká (MAN).

## Megoldások
A koaxiális kábelekkel épített hálózatok továbbfejlesztésének egyik megoldását a DOCSIS (angolul: Data Over Cable Service Interface Specification) szabvány írja le, amely a már létező hálózatokon teszi lehetővé a nagy sebességű adatátvitelt.
A városi hálózatok kiépítésére a csavart rézérpáros telefonhálózatot is felhasználták – hozzáférési hálózatként – mint az ADSL illetve továbbfejlesztése az ADSL2 és a VDSL.
Az optikai kábelekkel kiépített hálózatoknál az FDDI (angolul: Fiber Distributed Data Interface) volt az első technológiai megoldás.
Az IEEE 802.16 szabvány WiMAX (angolul: Worldwide Interoperability for Microwave Access) néven specifikál egy vezeték nélküli hálózati megoldást.